# Списак ловачких авиона
Ово је списак свих ловачких авиона који су полетјели бар у прототипском облику од 1910. године до данас. Временом ће бити допуњаван. Основна подјела је по временским периодима.

## Од 1919. до 1935. (међуратни период)
- ACAZ C.2
- PWS-1
- PWS-10
- PWS-15
- Јункерс Ju.22
- Јункерс K47
- Џенерал Авијејшон FA-1
- АНФ Миро 170
- АНФ Миро 180
- Авимета 88
- Авија BH-17
- Авија BH-19
- Авија BH-21
- Авија BH-23
- Авија BH-26
- Авија BH-3
- Авија BH-33
- Авија BH-4
- Авија BH-6
- Авија BH-7
- Авија BH-8
- Авро 566
- Авро 584
- Аеро A.04
- Аеро A.102
- Аеро A.18
- Аеро A.20
- Аеро Ae.02
- Амио 110
- Анрио H-110
- Анрио H-115
- Анрио H-26
- Анрио HD.12
- Анрио HD.15
- Арадо Ар 64
- Арадо Ар 65
- Армстронг Витворт AW.14
- Армстронг Витворт AW.16
- Армстронг Витворт AW.35
- Армстронг Витворт Сискин
- Берлинер-Џојс P-16
- Бернар 12
- Бернар 14
- Бернар 20
- Бернар 260
- Бернар 74
- Бернар H-110
- Бернар H-52
- Бикер Би 131 Јунгман
- Блекберн Линкок
- Блекберн Наутилус
- Блерио-СПАД S.510
- Боинг F1B
- Боинг F2B
- Боинг F3B
- Боинг F4B
- Боинг F6B
- Боинг FB5
- Боинг P-15
- Борел C.2
- Бристол 101
- Бристол 123
- Бристол 133
- Бристол F.2C
- Бристол Јупитер фајтер
- Бристол Бегшот
- Бристол Бладхаунд
- Бристол Булпап
- Бристол Булфинч
- Вестланд COW
- Вестланд F7/30
- Вестланд Вестбури
- Вестланд Визард
- Вестланд интерсептор
- Вибо 210
- Вибо 313
- Вибо 7
- Вибо 8
- Вибо 9
- Викерс 123
- Викерс 141
- Викерс 143
- Викерс 161
- Викерс 177
- Викерс Вирео
- Викерс џоки
- Викерс-Вибо 121
- Вилије II
- Вот F2U
- Вот F3U
- Вот FU-1
- Вот V-80
- Вот VE-8
- Вот VE-9
- Габардини G.8
- Глостер Гамбет
- Глостер Гејмкок
- Глостер Голдфинч
- Глостер Горкок
- Глостер Граус
- Глостер Гребе
- Глостер Гуан
- Глостер Марс
- Глостер Најтџар
- Глостер Нетснепер
- Граман FF-1
- Григорович ДИ-3
- Григорович И-2
- Григорович И-Z
- Григорович ИП-1
- Гурду-Лесер GL-21
- Гурду-Лесер GL-22/23
- Гурду-Лесер GL-31
- Гурду-Лесер GL-40
- Гурду-Лесер GL-410
- Гурду-Лесер GL-482
- Гурду-Лесер GL-50
- ДИ-4
- ДИ-6
- Де Монж M-101
- Девоатин D.1
- Девоатин D.12
- Девоатин D.21
- Девоатин D.27
- Девоатин D.37
- Девоатин D.535
- Девоатин D.560
- Девоатин D.570
- Девоатин D.9
- Дијаз тип C
- Добкевичијус III
- Дорније Do 10
- Дорније Do H
- Енџиниринг Дивижн PW-1
- Енџиниринг Дивижн TP-1
- Еромарин PG-1
- ИАР CV-11
- ИАР-12
- ИАР-13
- ИАР-14
- ИАР-15
- ИАР-16
- Испано Барон
- Капрони Ca.114
- Кертис F11C
- Кертис F13C
- Кертис F6C
- Кертис F7C
- Кертис F8C
- Кертис F9C
- Кертис FC-1
- Кертис P-1
- Кертис P-2
- Кертис P-23
- Кертис P-3
- Кертис P-5
- Кертис P-6
- Кертис P-6E
- Кертис PW-8
- Кертис-Рајт BFC-2
- Колховен FK-31
- Колховен FK-35
- Левасер PL.5
- Левасер PL.6
- Леви-Биш LB.2
- Летов Š-12
- Летов Š-13
- Летов Š-14
- Летов Š-20
- Летов Š-22
- Летов Š-231
- Летов Š-3
- Летов Š-31
- Летов Š-4
- Летов Š-7
- Лоар-Гурду-Лесер LGL-32
- Лоар-Гурду-Лесер LGL-33
- Лоар-Гурду-Лесер LGL-34
- Лоар 43
- Лоар 45
- Лоар 46
- Лонинг PA-1
- Лонинг PW-2
- Лоринг C.I
- МК-1 Рибка
- Маки M.26
- Маки M.41
- Мариненс MF.9
- Марке 4
- Маркети MVT
- Мартинсајд A.D.C. Нимбус
- Мартинсајд A.D.C.1
- Мицубиши 1MF10
- Мицубиши 1MF2
- Мицубиши Ka.14
- Мицубиши Ka.8
- Мицубиши А5М
- Моран-Солније AN
- Моран-Солније MS.121
- Моран-Солније MS.225
- Моран-Солније MS.275
- Моран-Солније MS.325
- Накаџима 91
- Накаџима A2N
- Накаџима A4N
- Накаџима NC
- Накаџима Ки-27
- Нијепор N.31
- Нијепор Најтхок
- Нијепор-Делаж NiD-121
- Нијепор-Делаж NiD-122
- Нијепор-Делаж NiD-32
- Нијепор-Делаж NiD-37
- Нијепор-Делаж NiD-40
- Нијепор-Делаж NiD-42
- Нијепор-Делаж NiD-43
- Нијепор-Делаж NiD-46
- Нијепор-Делаж NiD-48
- Нијепор-Делаж NiD-52
- Нијепор-Делаж NiD-62
- Нијепор-Делаж NiD-629
- Нијепор-Делаж NiD-72
- Остин Грејхаунд
- ПЗЛ P-1
- ПЗЛ P-6
- ПЗЛ P-8
- Парнал Пафин
- Парнал Пајпит
- Парнал Пловер
- Поликарпов 2И-Н1
- Поликарпов Д-2
- Поликарпов И-1
- Поликарпов И-3
- Поликарпов И-5
- Поликарпов По-2
- Потез 23
- Потез 26
- Потез 31
- Потез XI
- Прага BH-44
- Пјађо P.2
- Реналд Епервије
- СЕТ XV
- СИАИ S.52
- СИАИ S.58
- СПАД S.41
- СПАД S.51
- СПАД S.60
- СПАД S.61
- СПАД S.71
- СПАД S.81
- Сандерс-Роу A.10
- Свенска Аеро Ј 5 Јактфалкен
- Свенска Аеро Ј 6 Јактфалкен I
- Северски SEV-1XP
- Северски SEV-2XP
- Сопвит Снапер
- Сопвит драгон
- Сухој И-14
- Сухој И-4
- ТНКА Тололош
- Токорозава Кошики-2
- Томас-Морс MB-3
- Томас-Морс MB-9
- Томас-Морс P-13
- Томас-Морс TM-23
- Тупољев ДИП
- Тупољев И-12
- Тупољев И-8
- Тупољев Ми-3
- ФВМ Ј 23
- ФВМ Ј 24
- Фери Фајерфлај
- Фери Флајкечер
- Фери Флитвинг
- Фери фантом
- Фијат CR.1
- Фијат CR.10
- Фијат CR.20
- Фокер D.IX
- Фокер D.X
- Фокер D.XI
- Фокер D.XII
- Фокер D.XIII
- Фокер D.XIV
- Фокер D.XVI
- Фокер D.XVII
- Фокер Dr.I
- Фокер E.I
- Фокер E.II
- Фокер E.III
- Фокер E.IV
- Фокер F.6
- Хајнкел HD-19
- Хајнкел HD-23
- Хајнкел HD-26
- Хајнкел HD-37
- Хајнкел HD-38
- Хајнкел HD-43
- Хајнкел He 49
- Хајнкел He 51
- Хендли Пејџ HP.21
- Хокер F.20/27
- Хокер PV.3
- Хокер вудкок
- Хокер димон
- Хокер денкок
- Хокер Нимрод
- Хокер оспри
- Хокер фјури
- Хокер херон
- Хокер хорнбил
- Хокер хорнет
- Хокер хофинч
- Хокер хупу
- Хопфнер/Хиртенберг HM.13/34
- Шортс S.10

- Краљевина Југославија
  - Икарус ИК-2 (1935.) „Фабрика аеро и хидроплана Икарус А. Д.“
  - Рогожарски ИК-3 (1938.) „Прва српска фабрика аероплана Живојин Рогожарски А. Д.“
  - Рогожарски Р-313 (1940.) „Прва српска фабрика аероплана Живојин Рогожарски А. Д.“

## Први светски рат
- Велика Британија
  - Бристол 
  - Викерс 
  - Ерко 
  - Ерко 
  - Ројал еркрафт фактори S.E.5
  - Сопвит камел
  - Сопвит Пап
  - Сопвит Снајп
  - Сопвит Стратер
  - Сопвит триплан
- Немачко царство
  - Албатрос 
  - Албатрос 
  - Албатрос 
  - Албатрос 
  - Пфалц 
  - Пфалц 
  - Фокер 
  - Фокер 
  - Фокер 
  - Фокер 
  - Фокер 
  - Фокер 
  - Халберштат
- Француска
  - Моран-Солније 
  - Моран-Солније 
  - Нијепор 
  - Нијепор 
  - Нијепор 
  - Нијепор 
  - Нијепор 
  - Нијепор 
  - Нијепор 
  - СПАД 
  - СПАД